# Plataeae
Plataeae (Oudgrieks: Πλαταιαί, Plataiai, Nieuwgrieks: Πλαταιές, Platéës) was een stad in het zuidoosten van Boeotië (Griekenland). In 479 v.Chr. vond er de Slag bij Plataeae plaats, waarin een alliantie van Griekse stadstaten de Perzen versloeg en zo een einde maakte aan de Perzische Oorlogen. In de Peloponnesische Oorlog (427 v.Chr.) werd Plataeae veroverd door Thebe, een bondgenoot van Sparta. De Thebanen en Spartanen brachten alle mannen om, voerden de vrouwen en kinderen weg als slaven en verwoestten de stad.
Plataeae werd in 386 v.Chr. herbouwd.